# Komisja śledcza Haycrafta
Komisja śledcza Haycrafta (ang. The Haycraft Commission of Inquiry) prowadziła dochodzenie wyjaśniające przyczyny wybuchu i przebieg zamieszek w Jafie z maja 1921 w Jafie. Końcowy raport Komisji został rozszerzony i otrzymał końcowy tytuł: „Palestyna: Zakłócenia w maju 1921 r.” Raport obwinił Arabów o wybuch przemocy, wskazał jednak na szereg spraw w których ich interesy były najwyraźniej ograniczane na rzecz interesów żydowskich imigrantów, których liczebność wynosiła wówczas 10% i szybko rosła. W rezultacie podjęto niektóre środki łagodzące warunki społeczności arabskiej, ale ostatecznie raport został w większości zignorowany. Opublikowanie go (w przeciwieństwie do Raportu komisji śledczej Palina z 1920) zostało uznane jako środek uspokojenia sytuacji w Palestynie.

## Tło wydarzeń
W dniach 1-7 maja 1921 w rejonie miasta Jafa w brytyjskim Mandacie Palestyny doszło do gwałtownych zamieszek arabsko-żydowskich. Wydarzenia te nazwano zamieszkami w Jafie,chociaż swoim zasięgiem objęły także kilka pobliskich wiosek i miejscowości. Podczas zamieszek zginęło 47 Żydów i 48 Arabów, a 163 Żydów i 73 Arabów zostało rannych. Wydarzenia te pociągnęły za sobą złożone konsekwencje polityczne, w wyniku których w czerwcu 1922 władze brytyjskie opublikowały białą księgę Churchilla. W znacznym stopniu ograniczała ona liczebność nowych żydowskich imigrantów napływających do Palestyny i ograniczała polityczne aspiracje syjonistów. Natomiast Arabowie, poprzez przyznanie im środków rządowych, uzyskali znaczną samodzielność i przekonanie o poparciu Wielkiej Brytanii. Sytuacja wymusiła jednak na parlamencie brytyjskim podjęcie działań w celu wyjaśnienia okoliczności i przebiegu zamieszek.

## Działalność Komisji
Brytyjski rząd wysłał w maju 1921 do Palestyny Komisję Śledczą Haycrafta, która miała zbadać przyczyny i okoliczności zamieszek. Na jej czele stał sir Thomas Haycraft, a następnie sir Harry Charles Luke. Członkiem Komisji był J.N. Stubbs. Stronę muzułmańską reprezentował Aref Pasza al-Dajani, chrześcijańską Iljas Effendi Muszabbak, a żydowską dr Mordechaj Eliasz. Raport został ukończony 10 sierpnia 1921, a opublikowany w październiku 1921.

## Raport Komisji
Raport Komisji zauważył, że arabskie zamieszki rozpoczęły się od ataku Arabów na socjalistycznych i komunistycznych aktywistów żydowskich. Podkreślono jednak, że nie mogło to być wystarczającym impulsem do powstania tak dużych rozruchów. Wielkość i szybkość rozpowszechniania się zajść ulicznych wskazywały, że musiały być one wcześniej zaplanowane i odpowiednio przygotowane. W swoich końcowych wnioskach raport podawał:
1. Polityka brytyjska w Palestynie była ukierunkowana prosyjonistycznie i starała się realizować tylko jeden cel – ustanowienie „żydowskiej siedziby narodowej”, a nie stworzenie państwa będącego dobrem wszystkich mieszkańców Palestyny.
2. Oficjalne organy doradcze brytyjskich władz w Palestynie uwzględniały interesy społeczności żydowskiej ponad wszystkimi innymi.
3. Nie było nadmiernej obecności Żydów we władzach administracyjnych Palestyny.
4. Częścią programu realizowanego przez ruch syjonistyczny było sprowadzenie do Palestyny jak największej liczby Żydów, którzy posiadając odpowiednie zaplecze i zdolności organizacyjne, zyskaliby ostatecznie przewagę na resztą populacji.
5. Żydowscy imigranci stanowili „ekonomiczne niebezpieczeństwo” dla kraju, ze względu na konkurencję, ponieważ byli faworyzowani na rynku.
6. Żydowscy imigranci obrażali Arabów „swoją arogancją i pogardą arabskich zwyczajów społecznych.”
7. Ze względu na brak wystarczających środków bezpieczeństwa do kraju zostali wpuszczeni bolszewiccy imigranci, którzy doprowadzili do społecznych i gospodarczych niepokojów w Palestynie[2].

Raport jasno określał, że „starcia rasowe zostały rozpoczęte przez Arabów”, i że „arabska większość była agresorem i zadała większość ofiar.” Omawiając zachowanie sił policyjnych, raport stwierdził, że „policja była, z nielicznymi wyjątkami pół-wykwalifikowana i nieefektywna, w wielu przypadkach obojętna, a w niektórych przypadkach przewodziła i uczestniczyła w zajściach.” Ważną uwagą była informacja, że znaczna część muzułmańskiej i chrześcijańskiej wspólnoty tolerowała zamieszki, choć nie zachęcała do przemocy. „Wydaje się jednak, że niektórzy z wykształconych Arabów, notabli, zachęcali tłum”.

## Konsekwencje
Zamieszki w Jafie zmusiły Brytyjczyków do ponownego przemyślenia kwestii obietnic złożonych Arabom i rodzącemu się w ten sposób konfliktowi arabsko-żydowskiemu. 3 czerwca odbyły się uroczystości z okazji rocznicy koronacji królowej brytyjskiej Jerzego V. Wysoki komisarz Palestyny sir Herbert Samuel w swoim wystąpieniu powiedział, że brytyjski rząd nigdy nie pozwoli na powstanie żydowskiego rządu, który panowałby nad arabską większością i zagarnąłby arabską ziemię. Dodał, że deklaracja Balfoura ma na celu umożliwienie napływu do Palestyny żydowskich imigrantów, których praca i wiedza umożliwią „rozwinąć kraj dla dobra wszystkich jej mieszkańców”. Mowa ta miała na celu uspokojenie Arabów, stanowiła jednak zasadniczy zwrot w stanowisku zajmowanym przez Samuela. Doszedł on do wniosku, że aby umożliwić dalszą realizację programu ruchu syjonistycznego, musi być pozyskana współpraca arabska. W tym duchu zaproponował utworzenie żydowskich i arabskich instytucji przedstawicielskich. W rezultacie powstały żydowskie Zgromadzenie Reprezentantów i arabska Najwyższa Rada Muzułmańska. Aby uspokoić nastroje społeczności arabskiej, brytyjskie władze uzyskały zgodę Ligi Narodów na wydzielenie z terytorium Mandatu Palestyny obszaru położonego na wschód od rzeki Jordan, tworząc tam arabski Emirat Transjordanii (obszar ten wyłączono z deklaracji Balfoura). Następnie sir Samuel wyraził zgodę, aby Al-Hadżdż Muhammad Amin al-Husajni powrócił do Palestyny i został wielkim muftim Jerozolimy. Następnie 3 czerwca 1922 została przyjęta biała księga Churchilla, która w znacznym stopniu ograniczała liczebność nowych żydowskich imigrantów napływających do Palestyny i ograniczała polityczne aspiracje syjonistów. Arabowie, poprzez przyznanie im środków rządowych, uzyskali znaczną samodzielność i przekonanie o poparciu Wielkiej Brytanii.